# Sarcophyton buitendijki
Sarcophyton buitendijki är en korallart som beskrevs av Verseveldt 1982. Sarcophyton buitendijki ingår i släktet Sarcophyton och familjen läderkoraller. Inga underarter finns listade i Catalogue of Life.